# کامپو بلو دو سول
کامپو بلو دو سول (به پرتغالی: Campo Belo do Sul) یک منطقهٔ مسکونی در برزیل است که در سانتا کاتارینا واقع شده‌است. کامپو بلو دو سول ۶٬۹۵۲ نفر جمعیت دارد.